# Saripatsip sapatrok
Saripatsip sapatrok，（或阿美語：Ciripacip）是台灣阿美族神話中，與交流相關的神祇。

## 概要
關於Saripatsip sapatrok的身世有兩種說法，其一為他是Tomaool sapatrok與Saisajau sapatrok的兒子，能讓人們很會說話、互相聯繫:121；但也有說法認為他是Afd'oay sapatrok和Malosakadat的兒子，能使人溝通、和睦共處。